# Erzbergerstraße 13 (Magdeburg)

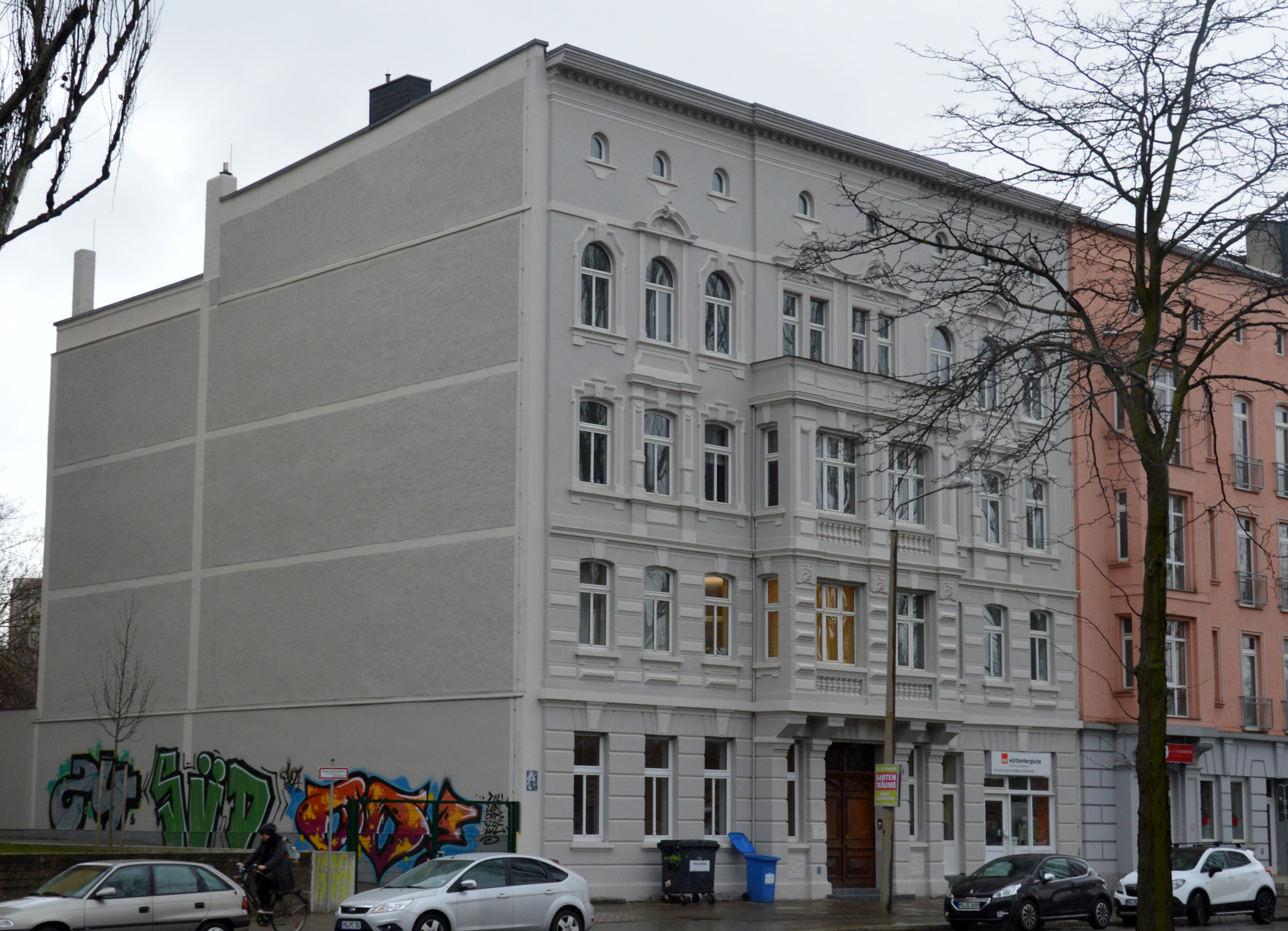
Haus Erzbergerstraße 13

Das Haus Erzbergerstraße 13 ist ein denkmalgeschütztes Gebäude in Magdeburg in Sachsen-Anhalt.

## Lage
Es befindet sich auf der südöstlichen Seite der Erzbergerstraße gegenüber der Einmündung der Zschokkestraße in der Magdeburger Altstadt. Südlich der Rückseite des Gebäudes steht die Stadtmauer Braunehirschstraße.

## Architektur und Geschichte
Das viereinhalbgeschossige Gebäude wurde im Jahr 1897 errichtet. Der verputzt neobarocke Bau entstand für den Rentier und Bauunternehmer Carl Hinze. Auf der Rückseite des repräsentativ gestalteten Gebäudes wurden dabei zwei kurze Seitenflügel angefügt. Die Fassade des Hauses weist im Erdgeschoss und im ersten Obergeschoss eine Rustizierung auf. Es besteht eine horizontale Gliederung der Fassade mittels profilierter Gesimse und Putzrillung. Die Fenster sind als Segment- und Rundbogenfenster gestaltet. Die Giebelfenster sind geschweift und verfügen über Fensterverdachungen aus Rollwerkkartuschen. Im Mezzaningeschoss wurden sehr kleine Rundbogenfenster eingefügt. Das Erscheinungsbild der Fassade wird maßgeblich durch den mittig vor erstem und zweiten Obergeschoss angeordneten Kastenerker geprägt. Hier bestehen als Verzierungen Vasenbaluster sowie eine Diamantierung. In der vertikalen Verlängerung des Erkers besteht ein flacher Mittelrisalit, der mit Stuckfratzen verziert ist.
Das Haus gilt als Beispiel für ein gründerzeitliches Mietswohnhaus gehobener Kategorie. In seiner Umgebung befanden sich ursprünglich die westlichen Werke der Festung Magdeburg, von denen Reste der Bastion Halberstadt erhalten sind und des Schrote-Exerzierplatzes.
Im Denkmalverzeichnis des Landes Sachsen-Anhalt ist das Wohnhaus unter der Erfassungsnummer 094 17405 als Baudenkmal verzeichnet.